# アルディ (大宮アルディージャ)
アルディは、Jリーグ・RB大宮アルディージャのマスコットキャラクター。
本項目では、同じくRB大宮アルディージャのマスコットキャラクターであるミーヤについても記述する。

## 概要
大宮市（2001年5月より「さいたま市」）のマスコット的存在であるリスをモチーフとしている。クラブカラーであるオレンジ系の毛色は、大宮市とクラブの強い結び付きを表現。リスの特徴である尻尾を効果的に表現することで、一つ一つのポーズで様々な動きを演出している。アルディはセグウェイに乗ることができる。
ミーヤは、クラブ設立10周年を記念して誕生した。顔回りはもちろんのこと、体のフォルムや腰つき、足の流れ、指先の表現などで女性らしさを表現。アルディと比べると、身長や頭の大きさ・胴・腕・足・スパイクの大きさが一回り小さい。ピンクの大きなリボンを頭に付け、スカートを穿いている。
ホームゲーム開催日には、さいたま市大宮公園サッカー場（NACK5スタジアム大宮）に来場するファン・サポーターを出迎えたり、試合前のイベントや会場の盛り上げに一役買っている。

## プロフィール
アルディ
- 生年月日：1998年12月4日
- 分類：アルディ科アルディ属
- 性格：人なつっこい・好奇心旺盛・やさしい・意外とたよりになる
- 好きな色：オレンジとネイビー
- 趣味：サッカーとアルディージャの応援
- 好きな歌：VAMOS! ARDIJA
- 好きな食べ物：どんぐり、ミーヤの手料理
- 好きな女性のタイプ：ミーヤ
- 目標：アルディージャを優勝させること
- 出身地：大宮公園

ミーヤ
- 生年月日：2008年3月8日
- 分類：アルディ科アルディ属
- 性格：おっちょこちょい、元気いっぱい、ちょっと気が強い
- 趣味：料理、裁縫、ピクニック、ダンス、アルディージャの応援
- 好きな色：オレンジとピンク
- 好きな食べ物：どんぐり、ケーキ、甘いもの全般
- 将来の夢：アルディとNACK5スタジアム大宮で結婚式をあげること

公式サイトの「アルディとミーヤの日記」では、必ずパートナーを褒める「おのろけ」コメントが入っている。またホームゲームでは揃って登場し、手をつないだり、抱擁やキスをするなど、夫婦や男女ペアのマスコットの多いJリーグマスコットの中でも際だったバカップルぶりを披露している。
一方でミーヤはかなり奔放な性格で、彼氏のアルディがいるにもかかわらず、熊谷市のマスコット・ニャオざねにキスするなどの行動も見せる。
なお、ミーヤは、2012年にJ's Goalの「第1回 輝く！Jリーグマスコット大賞　主演女優賞」を受賞した。